# Micronema similigaster
Micronema similigaster är en rundmaskart. Micronema similigaster ingår i släktet Micronema och familjen Panagrolaimidae. Inga underarter finns listade i Catalogue of Life.